# Roque Santa Cruz
Roque Luis Santa Cruz Cantero (Asunción, 1981. augusztus 16. –) paraguayi válogatott labdarúgó, a Club Libertad játékosa.

## Pályafutása

### Manchester City
2009. június 22-én a Manchester City 18 millió fontért szerződtette 4 évre. Ezzel Gareth Barry után a City második nagyobb igazolása lett a nyáron, Cruz mellé azonban még két csatár érkezett, Carlos Tévez a Manchester Unitedtól és Emmanuel Adebayor az Arsenaltól.

## Külső hivatkozások
- Profilja a Manchester City oldalán Archiválva 2009. október 23-i dátummal a Wayback Machine-ben